# Valdesiana
Valdesiana is een geslacht van wantsen uit de familie van de Miridae (blindwantsen). Het geslacht werd voor het eerst wetenschappelijk beschreven door Diego Leonardo Carpintero en Pablo Matías Dellapé in 2008.

## Soorten
Het genus bevat de volgende soort:

- Valdesiana curiosa Carpintero, Dellapé & Cheli, 2008